# Fritz Rätzel
Fritz Rätzel (* 5. Juni 1895 in Röblitz; † 1941 in der UdSSR) war ein deutscher Bankfachmann und Unternehmer. Er war Direktor eines Unternehmens, das im Jahr 1935 im Rahmen des Autarkie-Programms der Nationalsozialisten entstand und sich mit bis zu 6000 Beschäftigten zu einem der größten Arbeitgeber der Region entwickelte.

## Leben und Wirken
Rätzel stammte aus Thüringen und nahm als Kriegsfreiwilliger am Ersten Weltkrieg teil. Zum 1. September 1932 trat er der NSDAP bei (Mitgliedsnummer 1.299.533) und schloss sich auch der SA an. Als Hauptsturmführer z. V. gehörte er in Rudolstadt dem Stab der SA-Standarte 96 in der SA-Gruppe Thüringen an.
Er war zunächst als Bankdirektor in Saalfeld (Saale) tätig und war Mitglied mehrerer Aufsichtsräte. Als 1936 an der Saale in Schwarza bei Rudolstadt ein neues Zellwollewerk als Muttergesellschaft mehrerer in der "Werkegruppe Schwarza" zusammengefasster Wirtschaftsunternehmen errichtet wurde, erfolgte die Ernennung von Fritz Rätzel zum kaufmännischen Direktor der Thüringischen Zellwolle AG. 1939 wurde er auch ordentliches Vorstandsmitglied dieser Firma. Als Direktor stand er dem geschäftsführenden Vorstandsvorsitzenden Walther Schieber, der 1937 außerdem Referent für Textilindustrie beim Gauwirtschaftsberater im Wirtschaftsministerium in Thüringen wurde und dem Freundeskreis Reichsführer SS angehörte, zur Seite. Die Karriere Rätzels verlief nicht so steil wie die von Schieber. Rätzel wurde 1937 zunächst kommissarisch und 1938 offiziell zum Wirtschaftsberater der NSDAP im Kreis Rudolstadt ernannt. Als solcher war er mit Schieber an der „Arisierung“ jüdischer Firmen beteiligt.
Im Zweiten Weltkrieg wurde Fritz Rätzel als Hauptmann Kompanieführer eines Schützenregiments. Im Juli 1941 wurde nach dem Überfall auf die Sowjetunion unter seiner Führung ein Höhenzug zum dritten Mal erobert, wofür er posthum im November 1941 von Adolf Hitler das Ritterkreuz des Eisernen Kreuzes verliehen bekam und von den Zeitgenossen als Held gefeiert wurde. Er fiel 14 Tage nach der Eroberungsaktion. In seinem Nachlass fand sich ein Brief, aus dem hervorging, dass er darauf brannte, nach dem Sieg in der Heimat mit neuer Kraft wieder an die Arbeit gehen zu können.
Er war Mitglied des Vereins Deutscher Chemiker.

## Ehrungen
- Eisernes Kreuz I. und II. Klasse
- Spange zum Eisernen Kreuz I. und II. Klasse
- 1941: Ritterkreuz des Eisernen Kreuzes